# Hallenfliegen

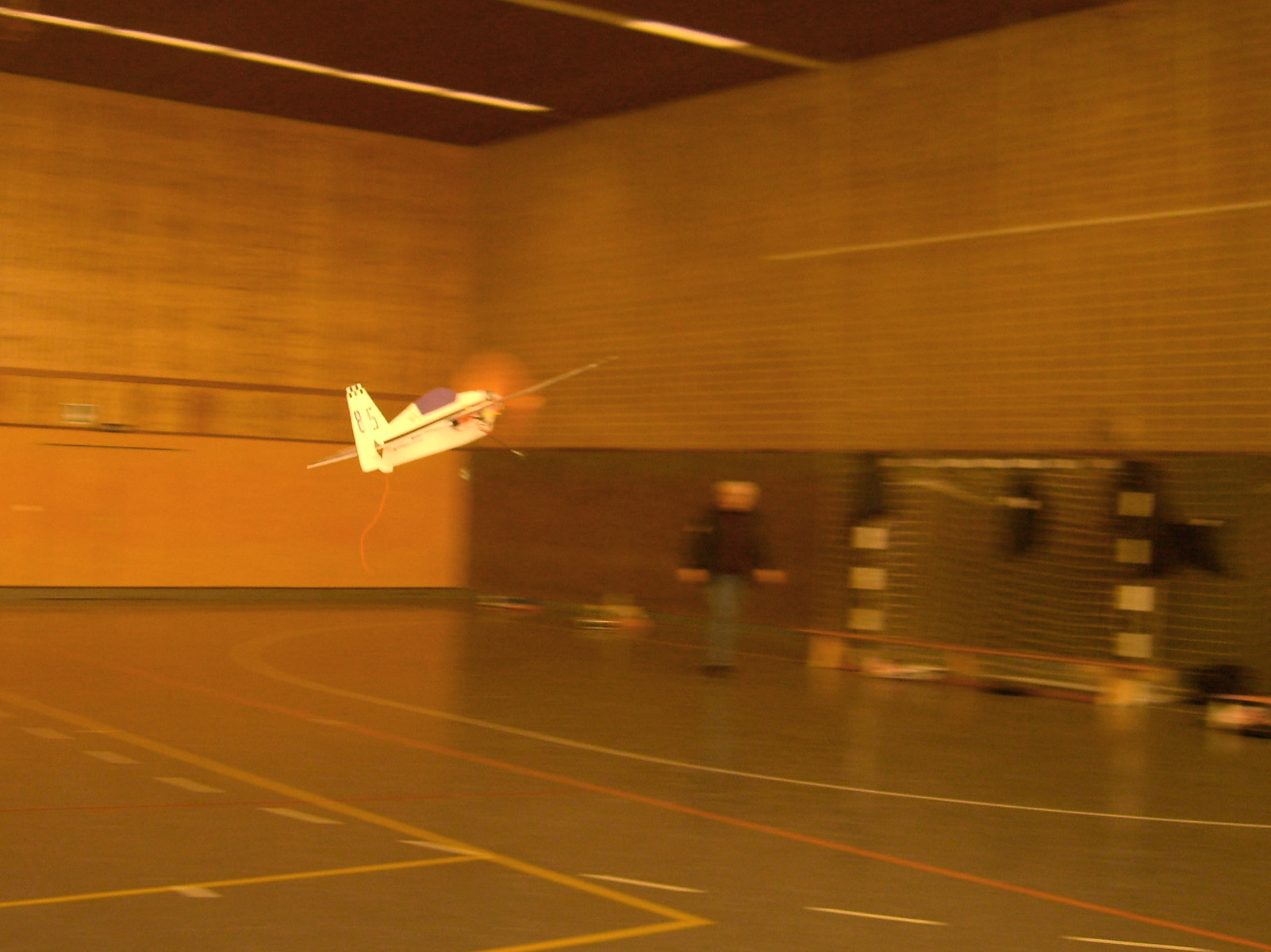
Hallenfliegen mit einem Shockflyer in einer Handballhalle

Hallenfliegen, auch als Hallenflug, Saalflug, Indoor-Fliegen oder Indoor-Flug bezeichnet, ist der Betrieb von zumeist unbemannten Flugzeugen in geschlossenen Räumen (Hallen).
Die Motivation zum Hallenfliegen und die eingesetzten Maschinen sind sehr verschieden. In den Anfängen war es eine Revue-Attraktion. Für Flugzeug- und Modellbauer war es stets eine technische Herausforderung, die Miniaturisierung aller Flugzeugkomponenten so weit zu treiben, dass ein sicherer Betrieb der Fluggeräte in geschlossenen Räumen möglich wurde. Für kleinste Fluggeräte ist das Fliegen in geschlossenen Räumen eine schlichte Notwendigkeit, weil sie nur in unbewegter Luft sicher betrieben werden können. Die Fédération Aéronautique Internationale (FAI) hat zur korrekten Dokumentation von Hallenflugleistungen spezielle Hallenflug-Flugzeugklassen definiert.

## Hallenflug-Flugzeuge

### Saalflugklasse F1D

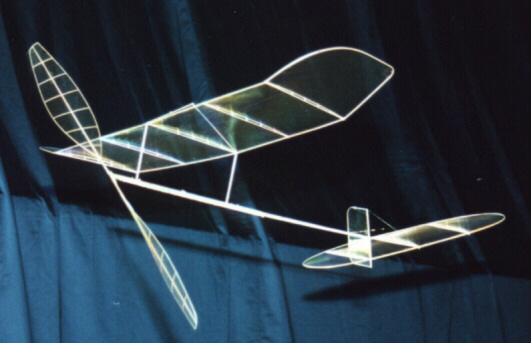
Indoor Flyer der F1D-Klasse
DAeC 2002

Die klassische Saalflug-Sparte des Modellflugs kann aufgrund des geringen Gewichts der Modelle nur in geschlossenen Räumen betrieben werden. Saalflugmodelle der internationalen Klasse F1D haben eine maximale Spannweite von 55 cm bei einer Flügeltiefe von 20 cm. Der Rumpf ist circa 80 cm lang und der Vortrieb entsteht durch eine Luftschraube mit einem Durchmesser bis zu 48 cm und Gummimotor. F1D-Flugzeuge müssen ohne Antriebsstrang mindestens 1,2 Gramm wiegen. Ziel ist die maximale Flugzeit der Maschinen; die Rekorde liegen über 3600 Sekunden (= 1 Stunde). Die Maschinen fliegen sehr langsam und haben keine Fernsteuerung. Zur Vermeidung von Kollisionen darf die Flugrichtung manuell korrigiert werden.

### Slowflyer, Shock Flyer

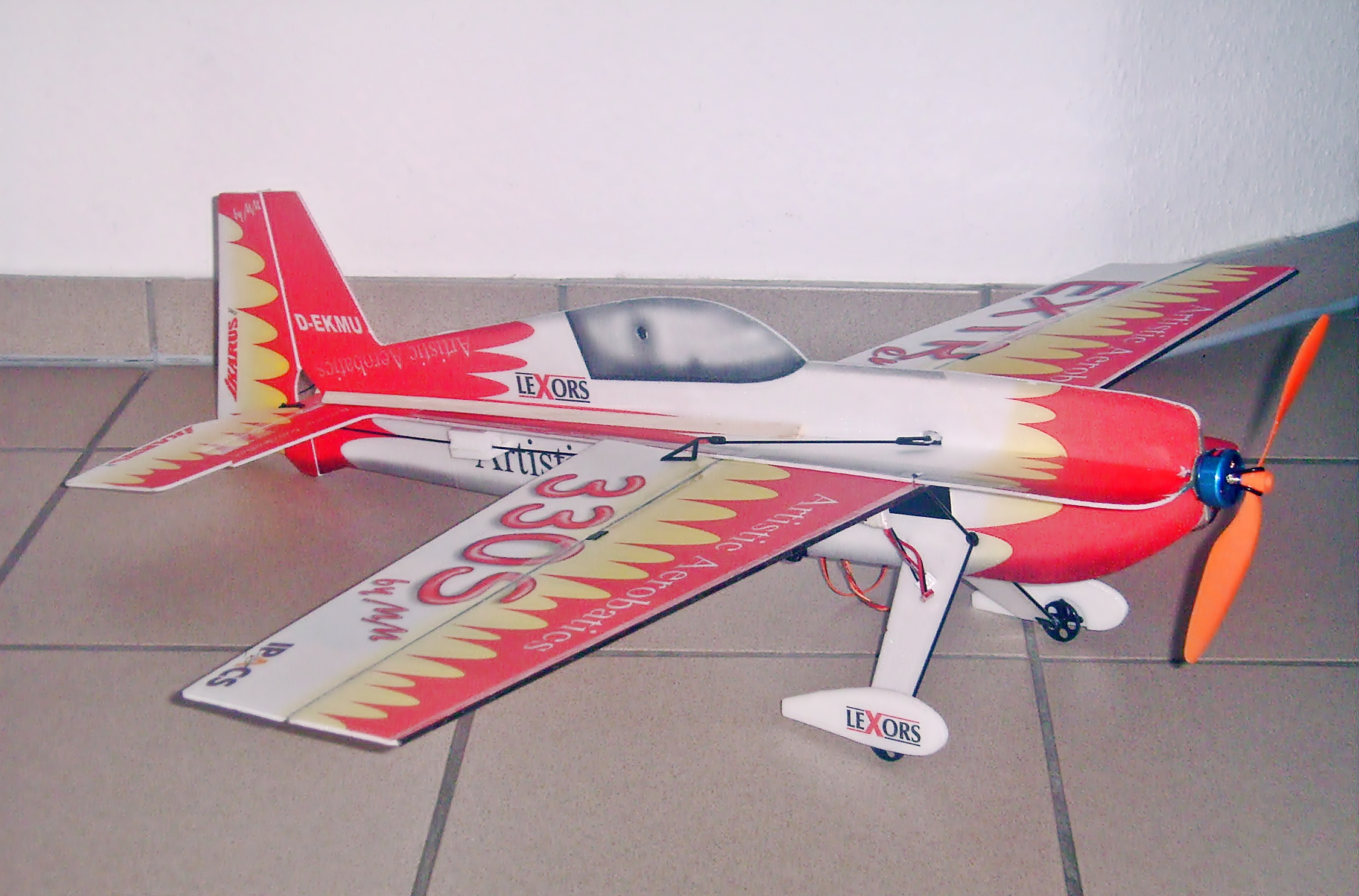
Shockflyer EXTRemA 330S
von Ikarus (0,8 m Spannweite), ein speziell für Kunstflug in der Halle entwickeltes Modell

Im Bereich der ferngesteuerten Modellflugzeuge ist Hallenfliegen vor allem der Betrieb von Slowflyer- und Shock-Flyer-Modellen in normalen Sporthallen (Standard-Hallenhandballspielfeld). Die Modelle zeichnen sich durch guten Langsamflug und/oder Wendigkeit aus und haben oft Propellerschubleistungen, die das Modell mit einem Schub-Gewicht-Verhältnis von bis zu 3:1 senkrecht hochschießen lassen können. Sie wiegen in der Regel flugfertig 90 bis 220 Gramm bei circa 60 bis 90 cm Spannweite.
Aufgrund der Miniaturisierung wichtiger Modellflugkomponenten, dem Einsatz neuer Materialien (z. B. Depron) und der verbesserten Energiedichte von Akkumulatoren in den 1990er Jahren konnten spezielle Hallenflugmodelle entwickelt werden, die Modellflug und 3D-Kunstflug in der Halle möglich machen. Viele Flugmodellsportvereine haben ihre Aktivitäten in diesen Bereich weiterentwickelt, weil er einen regelmäßigen aktiven Flugbetrieb im Winterhalbjahr ermöglicht.

### Hubschrauber
Beim Hallenflug werden hauptsächlich die kleineren Elektro-Modellhubschrauber eingesetzt.

## Wettkämpfe
In der klassischen Indoorklasse F1D, ihren Vorläufern und später daraus abgeleiteten Klassen gibt es seit vielen Jahrzehnten Wettbewerbe und Rekordaufzeichnungen.
Für den ferngesteuerten Flug werden seit 2001 von den beiden deutschen Modellflugdachverbänden DMFV und DAeC gemeinsam Deutsche Meisterschaften Indoor Kunstflug (Hallenflug Meisterschaften) in der Sportklasse (F3AI-B), Expertklasse (F3AI-A) und seit 2003 in der AeroMusical-Klasse (F3AI-AM) ausgerichtet. Mehrfacher Deutscher Meister wurde Martin Müller, der seine Hallenflugerfahrungen in die Entwicklung der Shock Flyer einfließen ließ.

## Geschichte

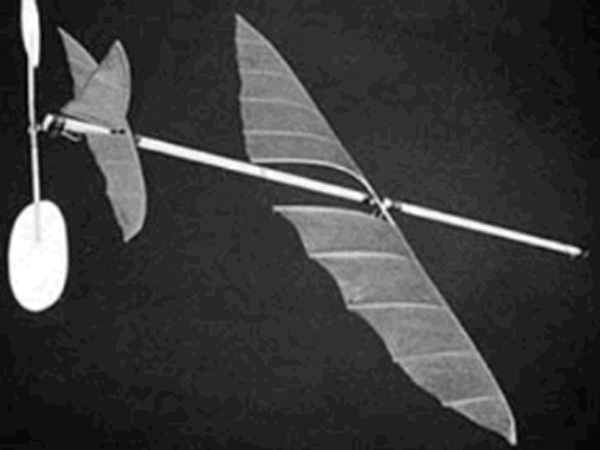
Planaphore

Das 1871 von Alphonse Pénaud geschaffene gummimotorbetriebene Modellflugzeug Planophore mit einer 45 cm Spannweite war der direkte Vorläufer der heutigen F1D Indoor-Flugzeugklasse und wurde Ende des 19. Jahrhunderts in nennenswerter Stückzahl als Spielzeug vertrieben.
Aufsehen mit dem ersten Hubschrauber-Hallenflug erregte Hanna Reitsch 1938, als sie in der Berliner Deutschlandhalle im Rahmen der Revue Ki sua heli mit einem Focke-Wulf-Hubschrauber (Fw 61) flog.